# Wereldkampioenschap superbike van Vallelunga 2007
Het wereldkampioenschap superbike van Vallelunga 2007 was de twaalfde ronde van het wereldkampioenschap superbike en het wereldkampioenschap Supersport 2007. De races werden verreden op 30 september 2007 op het Autodromo Vallelunga nabij Campagnano di Roma, Italië.

## Superbike

### Race 1
| Pos | Nr  | Rijder            | Constructeur | Rondes | Tijd         | Grid | Punten |
| --- | --- | ----------------- | ------------ | ------ | ------------ | ---- | ------ |
| 1   | 3   | Max Biaggi        | Suzuki       | 24     | 39:24.967    | 4    | 25     |
| 2   | 21  | Troy Bayliss      | Ducati       | 24     | +5.638       | 1    | 20     |
| 3   | 52  | James Toseland    | Honda        | 24     | +7.452       | 8    | 16     |
| 4   | 41  | Noriyuki Haga     | Yamaha       | 24     | +10.079      | 5    | 13     |
| 5   | 84  | Michel Fabrizio   | Honda        | 24     | +22.257      | 7    | 11     |
| 6   | 57  | Lorenzo Lanzi     | Ducati       | 24     | +25.662      | 6    | 10     |
| 7   | 55  | Régis Laconi      | Kawasaki     | 24     | +34.811      | 13   | 9      |
| 8   | 10  | Fonsi Nieto       | Kawasaki     | 24     | +38.075      | 16   | 8      |
| 9   | 38  | Shinichi Nakatomi | Yamaha       | 24     | +39.070      | 10   | 7      |
| 10  | 13  | Vittorio Iannuzzo | Kawasaki     | 24     | +47.702      | 15   | 6      |
| 11  | 96  | Jakub Smrž        | Ducati       | 24     | +47.806      | 14   | 5      |
| 12  | 20  | Marco Borciani    | Ducati       | 24     | +53.488      | 11   | 4      |
| 13  | 31  | Karl Muggeridge   | Honda        | 24     | +54.509      | 17   | 3      |
| 14  | 99  | Steve Martin      | Suzuki       | 24     | +1:01.967    | 22   | 2      |
| 15  | 32  | Yoann Tiberio     | Honda        | 24     | +1:08.291    | 18   | 1      |
| 16  | 22  | Luca Morelli      | Honda        | 24     | +1:08.517    | 21   |        |
| 17  | 42  | Dean Ellison      | Ducati       | 23     | +1 ronde     | 23   |        |
| DNF | 111 | Rubén Xaus        | Ducati       | 9      | Uitgevallen  | 3    |        |
| DNF | 117 | Norino Brignola   | Ducati       | 3      | Ongeluk      | 19   |        |
| DNF | 76  | Max Neukirchner   | Suzuki       | 0      | Ongeluk      | 12   |        |
| DNF | 11  | Troy Corser       | Yamaha       | 0      | Ongeluk      | 2    |        |
| DNF | 44  | Roberto Rolfo     | Honda        | 0      | Uitgevallen  | 9    |        |
| DNS | 71  | Yukio Kagayama    | Suzuki       | 0      | Niet gestart | 20   |        |

### Race 2
| Pos | Nr  | Rijder            | Constructeur | Rondes | Tijd         | Grid | Punten |
| --- | --- | ----------------- | ------------ | ------ | ------------ | ---- | ------ |
| 1   | 21  | Troy Bayliss      | Ducati       | 24     | 39:30.861    | 1    | 25     |
| 2   | 3   | Max Biaggi        | Suzuki       | 24     | +1.431       | 4    | 20     |
| 3   | 41  | Noriyuki Haga     | Yamaha       | 24     | +4.466       | 5    | 16     |
| 4   | 11  | Troy Corser       | Yamaha       | 24     | +13.766      | 2    | 13     |
| 5   | 44  | Roberto Rolfo     | Honda        | 24     | +20.848      | 9    | 11     |
| 6   | 111 | Rubén Xaus        | Ducati       | 24     | +21.930      | 3    | 10     |
| 7   | 57  | Lorenzo Lanzi     | Ducati       | 24     | +29.847      | 6    | 9      |
| 8   | 10  | Fonsi Nieto       | Kawasaki     | 24     | +29.986      | 16   | 8      |
| 9   | 38  | Shinichi Nakatomi | Yamaha       | 24     | +40.126      | 10   | 7      |
| 10  | 76  | Max Neukirchner   | Suzuki       | 24     | +40.733      | 12   | 6      |
| 11  | 52  | James Toseland    | Honda        | 24     | +42.544      | 8    | 5      |
| 12  | 13  | Vittorio Iannuzzo | Kawasaki     | 24     | +54.504      | 15   | 4      |
| 13  | 31  | Karl Muggeridge   | Honda        | 24     | +55.024      | 17   | 3      |
| 14  | 99  | Steve Martin      | Suzuki       | 24     | +55.304      | 22   | 2      |
| 15  | 32  | Yoann Tiberio     | Honda        | 24     | +59.781      | 18   | 1      |
| 16  | 117 | Norino Brignola   | Ducati       | 24     | +1:00.609    | 19   |        |
| 17  | 22  | Luca Morelli      | Honda        | 24     | +1:06.922    | 21   |        |
| 18  | 20  | Marco Borciani    | Ducati       | 24     | +1:18.228    | 11   |        |
| 19  | 42  | Dean Ellison      | Ducati       | 23     | +1 ronde     | 23   |        |
| DNF | 55  | Régis Laconi      | Kawasaki     | 12     | Ongeluk      | 13   |        |
| DNF | 84  | Michel Fabrizio   | Honda        | 8      | Uitgevallen  | 7    |        |
| DNF | 96  | Jakub Smrž        | Ducati       | 1      | Ongeluk      | 14   |        |
| DNS | 71  | Yukio Kagayama    | Suzuki       | 0      | Niet gestart | 20   |        |

## Supersport
De race werd na 17 ronden afgebroken vanwege een ongeluk van Stefan Nebel en werd niet herstart.
| Pos | Nr  | Rijder                | Constructeur | Rondes | Tijd           | Grid | Punten |
| --- | --- | --------------------- | ------------ | ------ | -------------- | ---- | ------ |
| 1   | 54  | Kenan Sofuoğlu        | Honda        | 17     | 28:42.956      | 3    | 25     |
| 2   | 18  | Craig Jones           | Honda        | 17     | +0.181         | 1    | 20     |
| 3   | 26  | Joan Lascorz          | Honda        | 17     | +5.822         | 6    | 16     |
| 4   | 23  | Broc Parkes           | Yamaha       | 17     | +7.063         | 5    | 13     |
| 5   | 45  | Gianluca Vizziello    | Yamaha       | 17     | +15.412        | 4    | 11     |
| 6   | 81  | Matthieu Lagrive      | Honda        | 17     | +17.246        | 18   | 10     |
| 7   | 111 | Arne Tode             | Honda        | 17     | +18.062        | 9    | 9      |
| 8   | 116 | Simone Sanna          | Honda        | 17     | +18.565        | 26   | 8      |
| 9   | 16  | Sébastien Charpentier | Honda        | 17     | +20.676        | 2    | 7      |
| 10  | 21  | Katsuaki Fujiwara     | Honda        | 17     | +20.909        | 14   | 6      |
| 11  | 181 | Graeme Gowland        | Honda        | 17     | +24.514        | 23   | 5      |
| 12  | 31  | Vesa Kallio           | Suzuki       | 17     | +25.772        | 16   | 4      |
| 13  | 194 | Sébastien Gimbert     | Yamaha       | 17     | +26.529        | 13   | 3      |
| 14  | 9   | Fabien Foret          | Kawasaki     | 17     | +26.643        | 19   | 2      |
| 15  | 94  | David Checa           | Yamaha       | 17     | +26.999        | 17   | 1      |
| 16  | 33  | Stefan Nebel          | Kawasaki     | 17     | +37.511        | 24   |        |
| 17  | 51  | Alessio Corradi       | Ducati       | 17     | +38.400        | 32   |        |
| 18  | 35  | Gilles Boccolini      | Kawasaki     | 17     | +38.789        | 29   |        |
| 19  | 60  | Vladimir Ivanov       | Yamaha       | 17     | +39.765        | 28   |        |
| 20  | 10  | Arturo Tizón          | Yamaha       | 17     | +43.005        | 30   |        |
| 21  | 79  | Michal Filla          | Honda        | 17     | +1:06.416      | 33   |        |
| DNF | 12  | Javier Forés          | Honda        | 16     | Uitgevallen    | 15   |        |
| DNF | 4   | Lorenzo Alfonsi       | Honda        | 16     | Uitgevallen    | 11   |        |
| DNF | 38  | Grégory Leblanc       | Honda        | 16     | Uitgevallen    | 20   |        |
| DNF | 112 | Stefano Cruciani      | Honda        | 15     | Ongeluk        | 25   |        |
| DNF | 7   | Pere Riba             | Kawasaki     | 9      | Uitgevallen    | 22   |        |
| DNF | 125 | Josh Brookes          | Honda        | 8      | Ongeluk        | 7    |        |
| DNF | 77  | Barry Veneman         | Suzuki       | 8      | Uitgevallen    | 21   |        |
| DNF | 17  | Miguel Praia          | Honda        | 7      | Schade ongeluk | 27   |        |
| DNF | 169 | Julien Enjolras       | Yamaha       | 6      | Uitgevallen    | 34   |        |
| DNF | 44  | David Salom           | Yamaha       | 5      | Ongeluk        | 8    |        |
| DNF | 55  | Massimo Roccoli       | Yamaha       | 4      | Uitgevallen    | 10   |        |
| DNF | 6   | Tommy Hill            | Yamaha       | 0      | Ongeluk        | 12   |        |
| DNS | 69  | Gianluca Nannelli     | Ducati       | 0      | Niet gestart   |      |        |

## Tussenstanden na wedstrijd

### Superbike
| Pos | Nr | Rijder         | Team   | Punten |
| --- | -- | -------------- | ------ | ------ |
| 1   | 52 | James Toseland | Honda  | 396    |
| 2   | 3  | Max Biaggi     | Suzuki | 367    |
| 3   | 41 | Noriyuki Haga  | Yamaha | 363    |
| 4   | 21 | Troy Bayliss   | Ducati | 341    |
| 5   | 11 | Troy Corser    | Yamaha | 267    |

### Supersport
| Pos | Nr | Rijder            | Team     | Punten |
| --- | -- | ----------------- | -------- | ------ |
| 1   | 54 | Kenan Sofuoğlu    | Honda    | 251    |
| 2   | 9  | Fabien Foret      | Kawasaki | 128    |
| 3   | 23 | Broc Parkes       | Yamaha   | 113    |
| 4   | 21 | Katsuaki Fujiwara | Honda    | 93     |
| 5   | 55 | Massimo Roccoli   | Yamaha   | 84     |

2007 · 2008